# 奇切斯特大學
奇切斯特大學（英語：University of Chichester）是一所位於英國西薩塞克斯郡奇切斯特的公立大學，在英國度假勝地博格諾里吉斯有分校區。2005年獲大學資格。

## 歷史
1839年，成立於該大學的奇切斯特校區。1873年根據《1870年初等教育法令》成為女子教師培訓機構。1950年代開始接受男性。
博格諾里吉斯的校區原先也是一個教師培訓機構，成立於1940年代。
1977年，兩學院合併成西薩塞克斯高等教育機構（West Sussex Institute of Higher Education），由國家學歷頒授委員會頒發學位，後來改由南安普頓大學。1995年至1999年間稱作奇切斯特高等教育機構（Chichester Institute of Higher Education），1999年獲得頒發學位的資格，同時改名為奇切斯特大學學院（University College Chichester），2005年獲大學資格並改現名。

## 外部連結

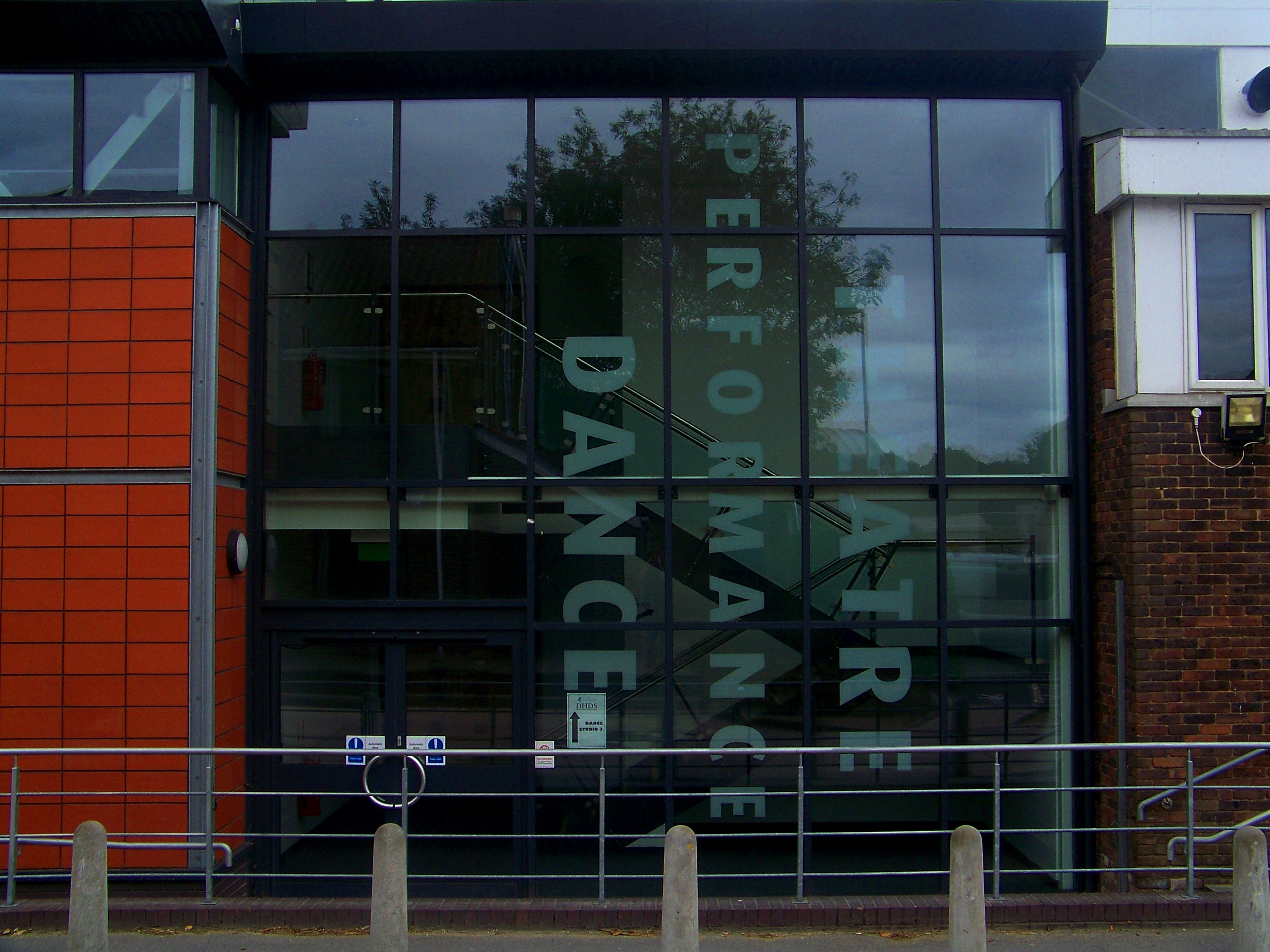
奇切斯特大學舞蹈與戲劇工作室

- University of Chichester（页面存档备份，存于）
- Online distance learning - BA(Hons) Tourism & Hospitality (Top-up) - University of Chichester（页面存档备份，存于）
- BA(Hons) Business Management (Top-up) - University of Chichester （页面存档备份，存于）